# Malmeomyces
Malmeomyces är ett släkte av svampar. Malmeomyces ingår i familjen Niessliaceae, ordningen köttkärnsvampar, klassen Sordariomycetes, divisionen sporsäcksvampar och riket svampar.
|             | Niesslia                                 |
|             |                                          |
|             | Hyaloseta                                |
|             |                                          |
|             | Paraniesslia                             |
|             |                                          |
|             | Monocillium                              |
|             |                                          |
|             | Valetoniellopsis                         |
|             |                                          |
|             | Valetoniella                             |
|             |                                          |
|             | Circinoniesslia                          |
|             |                                          |
|             | Taiwanascus                              |
|             |                                          |
|             | Cryptoniesslia                           |
|             |                                          |
|             | Trichosphaerella                         |
|             |                                          |
| Malmeomyces | \| \| Malmeomyces pulchellus \| \| \| \| |
|             | \| \| Malmeomyces pulchellus \| \| \| \| |
|             | Miyakeomyces                             |
|             |                                          |
|             | Malmeomyces pulchellus                   |
|             |                                          |

|  | Malmeomyces pulchellus |
|  |                        |